# ベーケーシュチャバ1912エレーレ
ベーケーシュチャバ1912エレーレ（ハンガリー語: Békéscsaba 1912 Előre）は、ハンガリーのベーケーシュチャバをホームタウンとするサッカークラブである。2020-21シーズンはネムゼティ・バイノクシャーグIIに所属。

## 歴史
ベーケーシュチャバは1912年10月22日にエレーレMTE（ハンガリー語: Előre Munkás Testedző Egyesület）として創設された。クラブカラーは黄と白だったが、すぐに紫と白に変更された。クラブ最初の公式試合はホームでKner SCと対戦し、1-0で勝利した。クラブ最初のハンガリー代表選手はゴールキーパーのAmsel Ignatiusで、1922年12月18日のポーランド戦に出場した。
1974年、ネムゼティ・バイノクシャーグIに初昇格した。
1988年、マジャル・クパ初優勝を果たし、UEFAカップウィナーズカップ 1988-89に出場した。
1993-94シーズンは過去最高の3位になり、インタートトカップ 1994とUEFAカップ1994-95に出場した。インタートトカップではオーデンセに敗れたが、ラピード・ウィーン (3-0) 、シオン (7-2) 、ディナモ・ドレスデン (3-2) に勝利し、グループ5で1位になった。
1994-95シーズンは5位になり、UEFAインタートトカップ 1995に出場した。
2005年、税金滞納により、ネムゼティ・バイノクシャーグIII（3部）に降格した。
クラブ創設100周年の2012年、更なる発展のために自治体（30%）とBékés-Drén Kft（70%）による株式会社を設立した。
2014-15シーズンはネムゼティ・バイノクシャーグIIで2位になり、11シーズンぶりにネムゼティ・バイノクシャーグI復帰を果たした。

## タイトル
- マジャル・クパ：1回
  - 1987-88

## 過去の成績
| シーズン | ディビジョン                   | 順位 | マジャル・クパ |
| -------- | ------------------------------ | ---- | -------------- |
| 1974-75  | ネムゼティ・バイノクシャーグI  | 14位 |                |
| 1975-76  | ネムゼティ・バイノクシャーグI  | 15位 |                |
| 1976-77  | ネムゼティ・バイノクシャーグI  | 13位 |                |
| 1977-78  | ネムゼティ・バイノクシャーグI  | 10位 |                |
| 1978-79  | ネムゼティ・バイノクシャーグI  | 12位 |                |
| 1979-80  | ネムゼティ・バイノクシャーグI  | 14位 |                |
| 1980-81  | ネムゼティ・バイノクシャーグI  | 09位 |                |
| 1981-82  | ネムゼティ・バイノクシャーグI  | 10位 |                |
| 1982-83  | ネムゼティ・バイノクシャーグI  | 16位 |                |
| 1983-84  | ネムゼティ・バイノクシャーグII | 03位 |                |
| 1984-85  | ネムゼティ・バイノクシャーグI  | 06位 |                |
| 1985-86  | ネムゼティ・バイノクシャーグI  | 12位 |                |
| 1986-87  | ネムゼティ・バイノクシャーグI  | 08位 |                |
| 1987-88  | ネムゼティ・バイノクシャーグI  | 13位 | 優勝           |
| 1988-89  | ネムゼティ・バイノクシャーグI  | 07位 |                |
| 1989-90  | ネムゼティ・バイノクシャーグI  | 10位 |                |
| 1990-91  | ネムゼティ・バイノクシャーグI  | 15位 |                |
| 1991-92  | ネムゼティ・バイノクシャーグII | 01位 |                |
| 1992-93  | ネムゼティ・バイノクシャーグI  | 05位 |                |
| 1993-94  | ネムゼティ・バイノクシャーグI  | 03位 |                |
| 1994-95  | ネムゼティ・バイノクシャーグI  | 05位 |                |
| 1995-96  | ネムゼティ・バイノクシャーグI  | 14位 |                |
| 1996-97  | ネムゼティ・バイノクシャーグI  | 14位 |                |
| 1997-98  | ネムゼティ・バイノクシャーグI  | 17位 |                |
| 1998-99  | ネムゼティ・バイノクシャーグII | 13位 |                |

| シーズン  | ディビジョン                           | 順位 | マジャル・クパ |
| --------- | -------------------------------------- | ---- | -------------- |
| 1999-2000 | ネムゼティ・バイノクシャーグII         | 06位 |                |
| 2000-01   | ネムゼティ・バイノクシャーグI/B 東地区 | 08位 |                |
| 2001-02   | ネムゼティ・バイノクシャーグI/B 東地区 | 01位 |                |
| 2002-03   | ネムゼティ・バイノクシャーグI          | 10位 |                |
| 2003-04   | ネムゼティ・バイノクシャーグI          | 11位 |                |
| 2004-05   | ネムゼティ・バイノクシャーグI          | 16位 |                |
| 2005-06   | ネムゼティ・バイノクシャーグIII        | 01位 |                |
| 2006-07   | ネムゼティ・バイノクシャーグII         | 14位 |                |
| 2007-08   | ネムゼティ・バイノクシャーグIII        | 01位 |                |
| 2008-09   | ネムゼティ・バイノクシャーグII         | 12位 |                |
| 2009-10   | ネムゼティ・バイノクシャーグII         | 13位 |                |
| 2010-11   | ネムゼティ・バイノクシャーグII         | 06位 |                |
| 2011-12   | ネムゼティ・バイノクシャーグII         | 03位 |                |
| 2012-13   | ネムゼティ・バイノクシャーグII         | 03位 |                |
| 2013-14   | ネムゼティ・バイノクシャーグII         | 06位 |                |
| 2014-15   | ネムゼティ・バイノクシャーグII         | 02位 |                |
| 2015-16   | ネムゼティ・バイノクシャーグI          | 12位 |                |

出典

## 現所属メンバー
2024年8月10日現在
注：選手の国籍表記はFIFAの定めた代表資格ルールに基づく。
| No. | Pos. |            | 選手名                       |
| --- | ---- | ---------- | ---------------------------- |
| 2   | DF   | ハンガリー | コマーロミ・チョンゴル       |
| 3   | DF   | ハンガリー | コヴァーチ・ゲルゲー         |
| 5   | MF   | ハンガリー | サボー・バーリント           |
| 6   | MF   | ハンガリー | トート・マーテー             |
| 7   | MF   | ハンガリー | ピンテール・ノルベルト       |
| 9   | FW   | ハンガリー | ザードリ・クリスティアーン   |
| 10  | FW   | ハンガリー | ヴォーレント・ロランド       |
| 11  | MF   | ハンガリー | サトマーリ・イシュトヴァーン |
| 14  | FW   | ハンガリー | フリチャール・マーテー       |
| 16  | MF   | ハンガリー | ホドニツキ・マールク         |
| 17  | MF   | ハンガリー | フルシャーン・ジェルジ       |
| 18  | MF   | ハンガリー | プスタイ・アンドラーシュ     |
| 19  | DF   | ハンガリー | ミクロー・ロランド           |
| 22  | DF   | ハンガリー | クズマ・フノル               |

| No. | Pos. |            | 選手名                         |
| --- | ---- | ---------- | ------------------------------ |
| 23  | DF   | ハンガリー | ヴィツィアーン・アーダーム     |
| 24  | DF   | ハンガリー | チャトー・マルティン           |
| 25  | DF   | ハンガリー | アルベルト・イシュトヴァーン   |
| 26  | GK   | ハンガリー | ウラム・ヤーノシュ             |
| 27  | FW   | ハンガリー | コーローディ・ナーンドル       |
| 29  | MF   | ハンガリー | マールクシュ・アティッラ       |
| 37  | FW   | ハンガリー | ツェークシュ・アーダーム       |
| 42  | DF   | ハンガリー | ジェンティ・クリシュトーフ     |
| 70  | MF   | ハンガリー | シャールマーニ・クリシュトーフ |
| 71  | FW   | ハンガリー | マロニャイ・ザラーン           |
| 77  | MF   | ハンガリー | ケーヴァーリ・ローベルト       |
| 78  | MF   | ハンガリー | ペレシュ・パトリク             |
| 90  | GK   | ハンガリー | ポーシェル・ダーニエル         |

## UEFA主催大会成績
| シーズン | 大会                       | ラウンド  | 対戦相手                   | ホーム | アウェー | 合計    |
| -------- | -------------------------- | --------- | -------------------------- | ------ | -------- | ------- |
| 1988-89  | UEFAカップウィナーズカップ | 予選      | ブリン                     | 3-0    | 1-2      | 4-2     |
| 1988-89  | UEFAカップウィナーズカップ | 1回戦     | サカリヤスポル             | 1-0    | 0-2      | 1-2     |
| 1994-95  | UEFAカップ                 | 予選      | バルダール                 | 1-0    | 1-1      | 2-1     |
| 1994-95  | UEFAカップ                 | 1回戦     | テクスチリシク・カムイシン | 1-0    | 1-6      | 2-6     |
| 1995     | UEFAインタートトカップ     | グループ4 | ウニオン・レイリア         | 2-2    |          | 4位敗退 |
| 1995     | UEFAインタートトカップ     | グループ4 | ネストヴェズ               |        | 3-3      | 4位敗退 |
| 1995     | UEFAインタートトカップ     | グループ4 | トン・ペントレ             | 4-0    |          | 4位敗退 |
| 1995     | UEFAインタートトカップ     | グループ4 | ヘーレンフェーン           |        | 0-4      | 4位敗退 |

## 歴代所属選手
- アールジェラーン・ヤーノシュ
- バログ・ゾルターン
- バーンフィ・ヤーノシュ
- バラニ・シャーンドル
- ブダヴァーリ・ラースロー
- チェ・アンドラーシュ
- チェヒ・ティボル
- ケレケシュ・アティッラ
- ケレストゥーリ・アンドラーシュ
- コヴァーチ・ベーラ
- コヴァーチ・ラースロー
- クルツ・アーダーム
- クヴァスタ・ラヨシュ
- ラツコー・ジョルト
- ラーザ・ヤーノシュ
- ラーゾク・ヤーノシュ
- マリク・ジェルジ
- メリシュ・ベーラ
- ムラチコー・ミハーイ
- パローツァイ・シャーンドル
- パーストル・ヨージェフ
- セケレシュ・ヨージェフ
- シルヴェステル・フェレンツ
- トゥリパーン・ミハーイ
- ヴァーツィ・ゾルターン
- ジンカ・ヤーノシュ

## 歴代監督
- ダイカ・ラースロー 2004-2005[5]
- パイコシュ・ヤーノシュ 2005[6]
- ヤカブ・ペーテル 2005-2006
- チャトー・シャーンドル 2006-2007
- サルヴァシュ・ヤーノシュ 2007-2008
- キッシュ・ヤーノシュ 2008-2009
- ベルヴォン・アティッラ 2009-2010[7]
- パーストル・ヨージェフ 2010-2012
- ダイカ・ラースロー 2012-2013
- パーストル・ヨージェフ 2013
- ゾラン・スピシュリャク 2014-2017[8]
- ボエール・ガーボル 2017-2019[9]
- シンドラー・サボルチ 2019-2020[10]
- プレイシンゲル・シャーンドル 2020-2021[11]
- シンドラー・サボルチ 2021-2022
- ブルラージュ・ガーボル 2022-2023
- パーストル・ヨージェフ 2023
- チャトー・シャーンドル 2023-